# Чжан Цунчжэн
Чжан Цунчжэн (кит. трад. 張從正, 1156—1228) — китайский врач и государственный служащий времен чжурчжэньской империи Цзинь, основатель собственной медицинской школы.

## Биография
Родился в уезде Каочэн (современный Ланькао провинции Хэнань). В юности проявил интерес и талант к медицинской науке. В своей врачебной деятельности Чжан Цунчжэн сначала находился под влиянием Лю Ваньсу. Сделал успешную карьеру, став придворным врачом, однако оставил службу и вернулся работать в свой родной город, поскольку считал своим долгом помогать прежде всего обездоленным больным. Некоторое время он был странствующим доктором. Умер в Каочэне в 1228 году.

## Медицина
Из его работ наиболее значимыми являются труды «Хань ту сяфа» (汗吐下法, «Методы потения, рвоты и очищения»), «Мичуань цифан» (秘傳奇方, «Тайные необычные рецепты»), «Жумэнь шицзинь» (儒門事親, «Уход за родителями по-конфуциански» из 15 цзюаней). Считал, что «жизни вредителей» (кит. трад. 邪生, палл. се шэн) следует избегать, а если это невозможно, то устранять с помощью «трёх методов» (кит. трад. 三法, палл. сань фа): «потовыделение» (кит. трад. 汗, палл. хань), «рвота» (кит. трад. 吐, палл. ту) и «очищение» (кит. трад. 下, палл. ся), под которым он в данном случае понимал освобождение от мочи, вздутия и кала. Все эти методы полагались как «очищение» в широком смысле этого слова, поэтому его школа называлась «Школа лечения очищением» (кит. трад. 攻下學派, палл. гунся-сюэпай) или «Школа устранения вреда» (кит. трад. 攻邪學派, палл. гунсе-сюэпай). В дополнение к медикаментам Чжан Цунчжэн рекомендовал прижигания, иглоукалывание, массаж, пропарки и психотерапию.